# Теофилус Соломон
Теофилус Соломон (рођен 18. јануара 1996. у Кадуни, Нигерија) је нигеријски фудбалер. Током сезоне 2017/18. је био на позајмици у Партизану.